# Liste du patrimoine mondial en Thaïlande
Cet article recense les sites inscrits au patrimoine mondial en Thaïlande.

## Statistiques
La Thaïlande accepte la Convention pour la protection du patrimoine mondial, culturel et naturel le 17 septembre 1987. Les premiers sites protégés sont inscrits en 1991.
En 2024, la Thaïlande compte 8 sites inscrits au patrimoine mondial, 5 culturels et 3 naturels.
Le pays a également soumis 7 sites à la liste indicative, 6 culturels et 1 naturel.

## Listes

### Patrimoine mondial
Les sites suivants sont inscrits au patrimoine mondial :
| Id.  | Site                                                                                   | Province                                                                 | Année | Superficie (ha) | Critères et notes                                                                                            | Coordonnées                                                                                           | Illus. |
| ---- | -------------------------------------------------------------------------------------- | ------------------------------------------------------------------------ | ----- | --------------- | --- | --- | ------ |
| 1461 | Complexe des forêts de Kaeng Krachan                                                   | Phetchaburi, Prachuap Khiri Khan                                         | 2021  | 408,94          | Naturel, (x)                                                                                                 | 12° 45′ nord, 99° 36′ est                                                                             |        |
| 590  | Complexe forestier de Dong Phayayen-Khao Yai                                           | Buriram, Nakhon Nayok, Nakhon Ratchasima, Prachinburi, Saraburi, Sa Kaeo | 2005  | 615 500         | Naturel, (x)                                                                                                 | 14° 20′ nord, 102° 03′ est                                                                            |        |
| 1662 | La ville ancienne de Si Thep et ses monuments de Dvaravati associés                    | Phetchabun                                                               | 2023  | 866,471         | Culturel, (ii), (iii) Comprend 3 sites : l'ancienne ville de Sri Thep, Khao Klang Nok (th) et Khao Thamorrat | 15° 27′ 56,94″ nord, 101° 09′ 04,01″ est                                                              |        |
| 1507 | Phu Phrabat, un témoignage de la tradition des pierres Sema de la période de Dvaravati | Udon Thani                                                               | 2024  | 585,955         | Culturel, (iii), (v)                                                                                         | 17° 43′ 51,81″ nord, 102° 21′ 22,56″ est                                                              |        |
| 591  | Sanctuaires de faune de Thung Yai-Huai Kha Khaeng                                      | Kanchanaburi, Tak, Uthai Thani                                           | 1991  | 622 200         | Naturel, (vii), (ix), (x)                                                                                    | 15° 19′ 59″ nord, 98° 55′ 01″ est                                                                     |        |
| 575  | Site archéologique de Ban Chiang                                                       | Udon Thani                                                               | 1992  | 30              | Culturel, (iii)                                                                                              | 17° 32′ 56″ nord, 103° 21′ 29″ est                                                                    |        |
|      | Ville historique d'Ayutthaya                                                           | Ayutthaya                                                                | 1991  | 289             | Culturel, (iii)                                                                                              | 14° 20′ 53″ nord, 100° 33′ 40″ est                                                                    |        |
| 574  | Ville historique de Sukhothaï et villes historiques associées                          | Kamphaeng Phet, Sukhothaï                                                | 1991  | 11 852          | Culturel, (i), (iii) 3 sites : - Sukhothaï - Si Satchanalai (en) - Kamphaeng Phet (en)                       | 17° 00′ 25″ nord, 99° 47′ 24″ est 17° 25′ 34″ nord, 99° 47′ 19″ est 16° 29′ 45″ nord, 99° 30′ 38″ est |        |

### Liste indicative
Les sites suivants sont inscrits sur la liste indicative.
| Site                                                                       | Province                    | Type                            | Date | Superficie (ha) | Lien | Notes | Coordonnées                           | Illus. |
| -------------------------------------------------------------------------- | --------------------------- | ------------------------------- | ---- | --------------- | ---- | ----- | ------------------------------------- | ------ |
| Ensemble des sanctuaires de Phanom Rung, Muang Tam et Plai Bat             | Buriram                     | Culturel (iii), (iv), (v)       | 2019 |                 | 6401 |       | 14° 31′ 55″ nord, 102° 56′ 24,98″ est |        |
| Les réserves naturelles de la Mer d'Andaman de Thaïlande                   | Ranong, Phang Nga et Phuket | Naturel (vii), (ix), (x)        | 2021 |                 | 6573 |       |                                       |        |
| Monuments, sites et paysage culturel de Chiang Mai, capitale du Lanna      | Chiang Mai                  | Culturel (i), (ii), (iii), (vi) | 2004 |                 | 6003 |       |                                       |        |
| Phra That Phanom, ses bâtiments historiques en relation et paysage associé | Nakhon Phanom               | Culturel (i), (ii), (vi)        | 2017 |                 | 6183 |       | 16° 56′ 34″ nord, 104° 43′ 28″ est    |        |
| Prang central de Wat Arun Ratchawarasam, Bangkok                           | Bangkok                     | Culturel (i), (ii)              | 2025 |                 | 6821 |       |                                       |        |
| Songkhla et ses établissements lagunaires associés                         | Songkhla                    | Culturel (ii), (iv), (v)        | 2024 |                 | 6756 |       |                                       |        |
| Wat Phra Mahathat Woromaha Vihan, Nakhon Si Thammarat                      | Nakhon Si Thammarat         | Culturel (i), (ii), (vi)        | 2012 |                 | 5752 |       | 8° 24′ 47″ nord, 99° 57′ 54″ est      |        |